# Lagunda och Hagunda kontrakt
Lagunda och Hagunda kontrakt var ett kontrakt inom Svenska kyrkan i Uppsala stift. Det upphörde 31 december 1961, då huvuddelan av kontraktets församlingar övergick i Lagunda kontrakt

## Administrativ historik
Kontraktet bildades 1 maj 1928 av
Lagunda kontrakt med
- Gryta församling
- Giresta församling
- Fröslunda församling
- Långtora församling
- i Trögds kontrakt och Trögds och Åsunda kontrakt ingick Härkeberga församling fast den var en annexförsamling till Långtora församling i detta kontrakt fram till 1962
- Nysätra församling som 1946 överfördes till Fjärdhundra kontrakt
- Biskopskulla församling
- Hjälsta församling
- Fittja församling
- Holms församling
- Kulla församling
- Österunda församling som 1 maj 1923 överfördes till Fjärdhundra kontrakt

Hagunda kontrakt med
- Balingsta församling
- Hagby församling
- Ramsta församling
- Järlåsa församling som 1962 övergick till Norunda kontrakt
- Skogs-Tibble församling som 1962 övergick till Norunda kontrakt
- Ålands församling som 1962 övergick till Norunda kontrakt
- Uppsala-Näs församling
- Västeråkers församling
- Dalby församling